# Ivan Almeida
Pour les articles homonymes, voir Almeida (homonymie).
Ivan Almeida, né le 10 mai 1989 à Praia, est un joueur cap-verdo-portugais de basket-ball.

## Biographie
Le 5 juin 2013, il part en France au Lille Métropole Basket Clubs.
Le 18 juin 2015, il rejoint la Chorale Roanne Basket.
Le 28 décembre 2016, il rejoint le Cholet Basket. En mars 2017, Cholet ne l'autorise pas à participer aux qualifications de l'AfroBasket 2017 avec le Cap Vert.
Durant l'été 2017, il participe à la préparation de la saison 2017-2018 avec les Sharks d'Antibes. Le 9 septembre 2017, il part en Pologne où il signe à l'Anwil Włocławek. Le 27 septembre 2017, il remporte le Match des champions polonais contre le Stelmet Zielona Góra 92 à 89 ; il est nommé MVP de la rencontre qu'il termine avec 23 points, 3 passes décisives, 2 rebonds, 2 interceptions et 2 contres. Il est également nommé MVP des mois d'octobre et novembre. Le 27 avril 2018, il est nommé MVP du championnat polonais avec des moyennes de 18,1 points, 6,1 rebonds et 3,2 passes décisives pour 22,5 d'évaluation. Le 4 juin 2018, il remporte le titre de champion de Pologne contre l'Ostrów Wielkopolski même si Almeida est passé à côté de son match 6, l'empêchant de recevoir le titre de MVP des finales.
Le 24 août 2018, il signe en Estonie au BC Kalev. Le 21 janvier 2019, il quitte le club estonien après 10 matches.

## Équipe nationale
- Participation aux Afrobasket 2009 et 2015.

## Palmarès

### En club
- Champion de Pologne 2018, 2019
- Match des champions du championnat polonais 2017
- Champion du Cap-Vert 2009, 2012 et 2013

### Distinctions personnelles
- MVP des finales du championnat polonais 2019
- MVP de la saison du championnat polonais 2018
- MVP du match des champions du championnat polonais 2017